# Lely Burgos
Lely Burgos, född 6 juni 1985, är en puertoricansk tyngdlyftare. 
Burgos tävlade för Puerto Rico vid olympiska sommarspelen 2012 i London, där hon slutade på 11:e plats i 48-kilosklassen. Vid olympiska sommarspelen 2016 i Rio de Janeiro slutade Burgos på nionde plats i 53-kilosklassen.